# Falsa identidad
 (janvier 2021).
- Si vous ne connaissez pas le sujet, laissez ce bandeau (vous pouvez alors contacter les auteurs).
- Si vous supprimez le contenu mis en cause (vous pouvez préalablement contacter les auteurs),

argumentez précisément cette suppression dans la page de discussion
(un manque de référence n'est pas un argument ; une recherche réelle de référence doit avoir été effectuée, être formellement documentée).
Falsa identidad (Fausse identité) est une telenovela américano-mexicaine dramatique créée par Perla Farías et co-écrite par Sergio Mendoza.   
   Elle est produite par Telemundo Global Studios et Argos Comunicación.
Elle est diffusée depuis le 11 septembre 2018 sur Telemundo. Elle est diffusée en Afrique sur Telemundo Africa depuis mai 2019.

## Synopsis
Isabel et Diego sont deux étrangers qui doivent fuir leur passé pour fuir leurs ennemis. Diego a quitté sa famille après la mort de son père et le remariage de sa mère. Dans un acte de rébellion et pour punir ce qu’il considère être une trahison à la mémoire de son père, Diego s’immisce dans un monde criminel et vend du carburant au plus puissant trafiquant de drogue de Sonora, Gavino Gaona. Les choses se compliquent lorsque Diego, le petit ami de la fille de Gavino, finit également par avoir une liaison avec sa femme, mettant ainsi sa tête à prix.
De son côté, Isabel épouse Porfirio "El Corona" à l'âge de quinze ans. Il est membre à cette période d'un groupe de musique norteña, dont la carrière commençait tout juste à décoller. Au fil des ans, la carrière d'El Corona s'est éteinte et il est devenu un homme jaloux, amer et névrosé, qui maltraite physiquement Isabel, quelle que soit la raison. Isabel endure les abus en pensant qu'il est préférable pour les enfants de garder la famille unie jusqu'au jour où la violence d'El Corona touche ses enfants : Amanda et Ricardo.
Isabel s'échappe de la maison de son mari avec ses enfants et trouve refuge vers Zoraida, une femme de ménage qui travaille pour Eliseo Hidalgo, maire de Álamos , Sonora. Diego, le frère du maire, se cache également du narco dans la même maison. C'est là que leurs chemins se croisent pour la première fois et de manière permanente. Eliseo conçoit un plan pour cacher Diego en dehors de Sonora, en prenant l'identité d'un touriste américain qui vient de mourir à Sonora avec son épouse et son fils. Pour compléter la farce, Isabel doit prétendre être la femme de Diego et faire en sorte que Ricardo soit leur enfant.
Bien que cette décision soit l’occasion qu'Isabel cherchait pour s’échapper d’El Corona, cela implique également de laisser sa fille aînée derrière elle et de faire confiance à un homme qu’elle venait de rencontrer. Isabel et Diego commencent leur nouvelle vie à Mexico. Au début, ils sont complètement opposés, mais ils apprennent à se faire confiance. El Corona et les narcos ne tardent pas à les poursuivre, le passé remonte toujours à la surface. Mais au milieu de la persécution, Isabel et Diego découvrent une passion et une chimie qu’ils n’avaient jamais connues auparavant, et il n’y a qu’un pas à faire pour atteindre le véritable amour.

## Distribution
- Luis Ernesto Franco : Diego Hidalgo Virrueta / Emiliano Guevara
- Camila Sodi : Isabel Fernández de Corona / Camila de Guevara
- Sergio Goyri : Gavino Gaona
- Samadhi Zendejas : Circe Gaona Flores "La Mami Chula"
- Eduardo Yáñez : Mateo Corona
- Sonya Smith : Fernanda Virrueta López de Hidalgo
- Alejandro Camacho : Augusto Hidalgo Quiroz
- Azela Robinson : Ramona Flores
- Uriel del Toro : José "Joselito" Hernández Esparza
- Álvaro Guerrero : Ignacio Salas
- Geraldine Bazán : Marlene Gutiérrez
- Gabriela Roel : Felipa Pérez
- Marcus Ornellas : Porfirio Corona
- Gimena Gómez : Nuria
- Pepe Gámez : Deivid
- Vanesa Restrepo : Paloma Luján
- Claudia Zepeda : Diana Gutiérrez
- Toño Valdés : Jesús "Chucho" Castellanos
- Carla Giraldo : Silvia Gaona
- Juliette Pardau : Gabriela
- Martijn Kuiper : Jim "Gringo"
- Rebeca Manríquez : Zoraida
- Pedro Hernández : Piochas
- Alejandra Zaid : Lourdes Almaraz
- Hugo Catalán : Erick
- Fernando Memije : Ramiro
- Carlos Tavera : El Topo
- Eduardo Garzón : El Pelos
- Carlos Ramírez Ruelas :
- Mauricio de Montellano : Brandon
- Manuel Balbi : Eliseo Hidalgo Virrueta
- Barbie Casillas : Amanda Corona Fernández
- Checo Perezcuadra : Ricardo Corona Fernández "Ricas" / Max Guevara
- Emilio Herrera :
- Juan Carlos Serrano : JJ Ibarra
- Mariana Junco : Margot Guevara
- Jorge Almada : Acevedo
- Marco de la O : Claudio Arismendi El Buitre

## Saisons
| Saison | Saison | Épisodes | Épisodes | Diffusion originale | Diffusion originale |
| Saison | Saison | Épisodes | Épisodes | Première diffusion  | Dernière diffusion  |
| ------ | ------ | -------- | -------- | ------------------- | ------------------- |
|        | 1      | 91       | 91       | 11 septembre 2018   | 21 janvier 2019     |
|        | 2      | 78       | 78       | 22 septembre 2020   | 25 janvier 2021     |